# قسطلونة (مقاطعة)
مقاطعة قَسْطَلُونَة أو قسطليون أو كاستيون (بالإسبانية: Castellón) هي مقاطعة إسبانية تقع في شرق الدولة، تقع ضمن حدود منطقة بلنسية.
عاصمتها هي مدينة كاستيون دي لا بلانا، تنقسم المقاطعة إلى 375 بلدية.

## الجغرافيا
تقع مقاطعة قسطلونة في شرق إسبانيا تحدها من الشمال مقاطعة طركونة، ومن الجنوب مقاطعة بلنـسية، ومن الشرق البحر المتوسط، ومن الغرب مقاطعة طرويل.
تبلغ مساحة مقاطعة كاستيون 6.632 كم².

## الديموغرافيا
يبلغ عدد سكان مقاطعة قسطلونة 604.344 نسمة عام 2011 (وفقاً للمعهد الوطني للإحصاء الإسباني).
فيما يلي قائمة أكبر البلديات من حيث عدد السكان (بتاريخ 1 يناير 2011):
1. قسطلونة 180.114 نسمة
2. فياريال 51.168 نسمة
3. بريانة 35.433 نسمة
4. لا فال دي أويتشو 32.864 نسمة
5. فيناروث 28.508 نسمة
6. بينيكارلو 26.553 نسمة
7. المنصورة 25.945 نسمة
8. أندة 25.704 نسمة
9. بني قاسم 18.524 نسمة
10. نوليس 13.693 نسمة